# Pan Pacific Swimming Championships
Die Pan Pacific Swimming Championships (Kurzform: PanPacs, zu Deutsch: Pan-pazifische Schwimmmeisterschaften) bezeichnen einen regelmäßig stattfindenden internationalen Langbahn-Schwimmwettbewerb, welcher erstmals 1985 in Tokio, Japan ausgetragen wurde.
Ursprünglich im Zweijahresrhythmus stattfindend, werden die Pan-Pacific-Meisterschaften seit 2002 nur noch vierjährlich ausgetragen. Zu den vier Gründungsnationen zählen: Die Vereinigten Staaten, Kanada, Australien und Japan. Dazu werden regelmäßig weitere nicht-europäische Nationen eingeladen. Darunter: Südkorea, China, Neuseeland, Brasilien und Südafrika. Die Pan Pacific Championships gelten nach den Olympischen Spielen sowie den Welt- und Europameisterschaften als eins der härtesten und bedeutendsten internationalen Schwimmereignisse, da unter anderem traditionell schwimmstarke Nationen wie die USA und Australien daran teilnehmen. Im Unterschied zu den Weltmeisterschaften oder den Olympischen Spielen können die teilnehmenden Nationen beliebig viele Athleten in die Vorausscheidungen entsenden. Trotzdem können sich pro Nation nur zwei Schwimmer für die Finalrunden qualifizieren.

## Liste der Pan-Pacific-Meisterschaften
| Jahr | Meisterschaft                          | Austragungsort         |
| ---- | -------------------------------------- | ---------------------- |
| 1985 | 1. Pan Pacific Swimming Championships  | Tokio, Japan           |
| 1987 | 2. Pan Pacific Swimming Championships  | Brisbane, Australien   |
| 1989 | 3. Pan Pacific Swimming Championships  | Tokio, Japan           |
| 1991 | 4. Pan Pacific Swimming Championships  | Edmonton, Kanada       |
| 1993 | 5. Pan Pacific Swimming Championships  | Kōbe, Japan            |
| 1995 | 6. Pan Pacific Swimming Championships  | Atlanta, USA           |
| 1997 | 7. Pan Pacific Swimming Championships  | Fukuoka, Japan         |
| 1999 | 8. Pan Pacific Swimming Championships  | Sydney, Australien     |
| 2002 | 9. Pan Pacific Swimming Championships  | Yokohama, Japan        |
| 2006 | 10. Pan Pacific Swimming Championships | Victoria, Kanada       |
| 2010 | 11. Pan Pacific Swimming Championships | Irvine, USA            |
| 2014 | 12. Pan Pacific Swimming Championships | Gold Coast, Australien |
| 2018 | 13. Pan Pacific Swimming Championships | Tokyo, Japan           |